# AGSM Verona Calcio Femminile
L'Associazione Sportiva Dilettantistica AGSM Verona Calcio Femminile, nota come ultima denominazione Verona Women, in precedenza Calcio Femminile Bardolino Verona, è stata una società di calcio femminile con sede nella città di Verona. Tra le più titolate d'Italia, ha cessato l'attività nel 2018, cedendo il titolo sportivo al Women Hellas Verona.

## Storia
Nata come Società Sportiva Calcio Femminile Bardolino, la squadra ha iniziato la sua attività nel campionato Regionale Veneto del 1995-1996. Ha vinto il campionato con una squadra di giovanissime allenate da Romano Cucconi. Assieme al campionato vincono anche la Coppa Disciplina, trofeo che sarà vinto più volte in seguito, sottolineando la correttezza delle squadre che si sono succedute.
Il campionato successivo fu quello di Serie B. La squadra si rinforzò con atlete di esperienza, quali Placchi, Crosina, Perbellini, e la prima straniera, la nazionale austriaca Elke Scheubmayer, che si inserirono nel gruppo delle giovani del primo campionato, tra cui si misero in evidenza, fra le altre, Boni, Battistoli, Sancassani e Perricone. La squadra vinse il campionato, raggiungendo la Serie A a due anni dalla fondazione. Nello stesso anno arrivò alla semifinale di Coppa Italia, evento mai più ripetuto da una squadra non di prima serie.

### Bardolino, la serie A e i primi scudetti
Ben presto la squadra si strutturò, oltre che con la prima squadra, anche con le compagini per il campionato giovanile. Con la conquista della Serie A vi fu l'inizio dell'utilizzo del nuovo stadio di Calmasino. Alla prima esperienza di Serie A vi fu la sostituzione del primo allenatore, che è ancora in forza al Bardolino per il settore giovanile, con Antonio Curreri. Nella stagione 1997-1998 la squadra in campionato si piazzò al 7º posto con 39 punti.
Nel 1998-1999 la squadra fu guidata da Pierluigi Giarola ottenendo il 5º posto con 50 punti e la coppa disciplina.

Antonietta (Antonella) Formisano, in maglia a strisce gialloblu, in azione con il Bardolino nella stagione 1997-1998.

L'anno successivo vi fu un altro 5º posto con 55 punti e il primo titolo italiano conquistato dalla squadra primavera.
Nel campionato 2000-2001 appare la prima allenatrice donna, Anna Maria Mega, ottenendo il 5º posto con 57 punti. Nello stesso anno vi fu la finale di Coppa Italia, persa per 1 a 0 con la Torres Fo.S., vincitrice dello scudetto. Questo permise al Bardolino di partecipare in apertura della stagione successiva alla Supercoppa. È il primo trionfo della prima squadra: dopo essere state in vantaggio per 2 a 0, le bardolinesi furono raggiunte dalla Torres e la vittoria arrivò nel secondo tempo supplementare con un gol su punizione di Valentina Boni, che era già nella prima squadra del campionato regionale.
Nel 2001-2002 le giocatrici del Bardolino furono convocate in numero elevato in Nazionale, e fra queste ve n'erano alcune del primo nucleo locale. Il campionato finì con la squadra al 3º posto e fu portato a casa anche il Torneo di Arco intitolato a Beppe Viola.
Nel campionato 2002-2003 il Bardolino retrocede di un posto nella classifica finale, ma realizzando 56 punti. Fu un campionato in cui le due attaccanti del Bardolino e della Nazionale, Boni e Pasqui realizzarono 45 gol in due equamente distribuite. Un'altra ragazza del vivaio locale approdò in Nazionale: Ilenia Sancassani.

Con il piazzamento la squadra poté partecipare alla prima Italy Women's Cup, un torneo estivo in Sicilia. Il CF Bardolino si piazzò al 3º posto battuto in semifinale dalla Lazio che poi in finale vinse il torneo. Anche per le squadre giovanili fu un buon anno.
Il campionato 2003-2004 comincia con un grosso rinnovamento della società e della squadra, che cambia denominazione: Bardolino Verona 83. Il nuovo allenatore è Walter Bucci, le colonne in attacco della squadra e della Nazionale, Boni e Pasqui, si trasferiscono alla Lazio e arrivano altre nazionali, Ficarelli dal Foroni Verona, Croce e Casali dalla Lazio. Con una forte dose di sfortuna e complici degli infortuni che colpiscono le giocatrici migliori, il Bardolino parte in fondo alla classifica; un buon girone di ritorno permette di raggiungere il 7º posto con 30 punti. La partecipazione all'Italy Women's Cup disputata nei dintorni di Venezia è in linea con il resto della stagione.
Il campionato 2004-2005 vede il Poliplast Bardolino vincere per la prima volta lo scudetto: 1º posto con 53 punti, mentre la squadra primavera arriva seconda.

La stagione 2005-2006 inizia con una eliminazione dalla Coppa dei Campioni. Nel girone eliminatorio la squadra arriva seconda per differenza reti, dopo due vittorie e un pareggio e senza aver subito un solo gol; a livello nazionale la vittoria nella Supercoppa vinta con la rivale Torres. Nella stagione 2006-2007 il Bardolino vince scudetto, Coppa Italia e Coppa Disciplina. L'attaccante Patrizia Panico, capitano della Nazionale azzurra, conquista il titolo di capocannoniere.

### Bardolino Verona
Nel 2007 dalla fusione con il C.S. A.A. Pupi di Verona è nata l'A.S.D. Bardolino Verona C.F. e nella stagione 2007-2008 il Bardolino Verona si è riconfermato campione d'Italia.
Il prologo della stagione successiva ha riservato ancora un successo alla formazione scaligera: Melania Gabbiadini ha messo a segno il gol dell'1-0 finale contro la Torres e ha consegnato alle gialloblù la quarta Supercoppa della propria storia. Il campionato 2008-2009 sembrò spezzare il predominio del Bardolino Verona, che per gran parte della stagione si era trovata a rincorrere la Torres, ma il torneo si decise a favore delle gialloblù, che tornarono in testa nelle ultime battute. Le scaligere spensero le speranze di controsorpasso delle sarde nello scontro diretto della penultima giornata grazie ad un nuovo decisivo gol di Melania Gabbiadini, vincendo così per la quarta volta il titolo di campione d'Italia.
Nell'estate del 2009 nonostante la riconfermata supremazia a livello nazionale i dirigenti del Bardolino Verona decisero di avviare un nuovo ciclo per la stagione entrante, esonerando l'allenatore Renato Longega e separandosi da calciatrici fondamentali come il bomber Patrizia Panico. La scelta non si rivelò tra le più sagge, con la squadra che nel campionato di Serie A 2009-2010, dopo aver conquistato tre titoli consecutivi, dovette accontentarsi del secondo posto. L'anno dopo la società venne profondamente ristrutturata, cambiando sede trasferendosi da Bardolino a Verona. Dalla stagione 2010-2011 le partite casalinghe vengono disputate allo Stadio Aldo Olivieri, sito a Verona in via Sogare, capace di circa 3 000 posti. Con il ritorno di mister Longega ed una serie di giovani calciatrici introdotte in prima squadra, i risultati tardarono ad arrivare ma la squadra si riprese nel girone di ritorno chiudendo il campionato al quinto posto.
Nella stagione 2011-2012 la squadra, tornata competitiva, chiuse al secondo posto con solo due punti di ritardo dalle eterne rivali sarde della Torres.

### AGSM Verona
Nell'estate 2013 dalla fusione con l'A.S.D. Atletico Grezzana C5 è nata l'A.S.D. AGSM Verona F.C. Grezzana. La stagione 2014-2015 è quella del ritorno allo scudetto, conquistato davanti al Brescia campione uscente. Dopo aver preso la testa della classifica alla 17ª giornata, ha resistito al ritorno delle bresciane, vittoriose nello scontro diretto della 21ª giornata, vincendo le ultime cinque partite della stagione. Un contributo importante alla conquista dello scudetto è arrivato da Patrizia Panico, capocannoniere del campionato con 33 reti realizzate.
Alla stagione 2015-2016 la squadra si è iscritta come A.S.D. AGSM Verona C.F.. Nonostante una serie di infortuni abbiano condizionato la squadra, l'AGSM Verona ha terminato il campionato al secondo posto dietro al Brescia campione, guadagnando l'accesso alla UEFA Women's Champions League a scapito della Fiorentina, sconfitta nello scontro diretto dell'ultima giornata.
Nell'estate 2018 la società si è iscritta al campionato di Serie A come A.S.D. Verona Women. Il 18 settembre 2018, pochi giorni prima dell'inizio del campionato, la FIGC ha ratificato la cessione del titolo sportivo del Verona Women alla società Women Hellas Verona S.S.D., sezione femminile dell'Hellas Verona F.C..

### Le competizioni europee

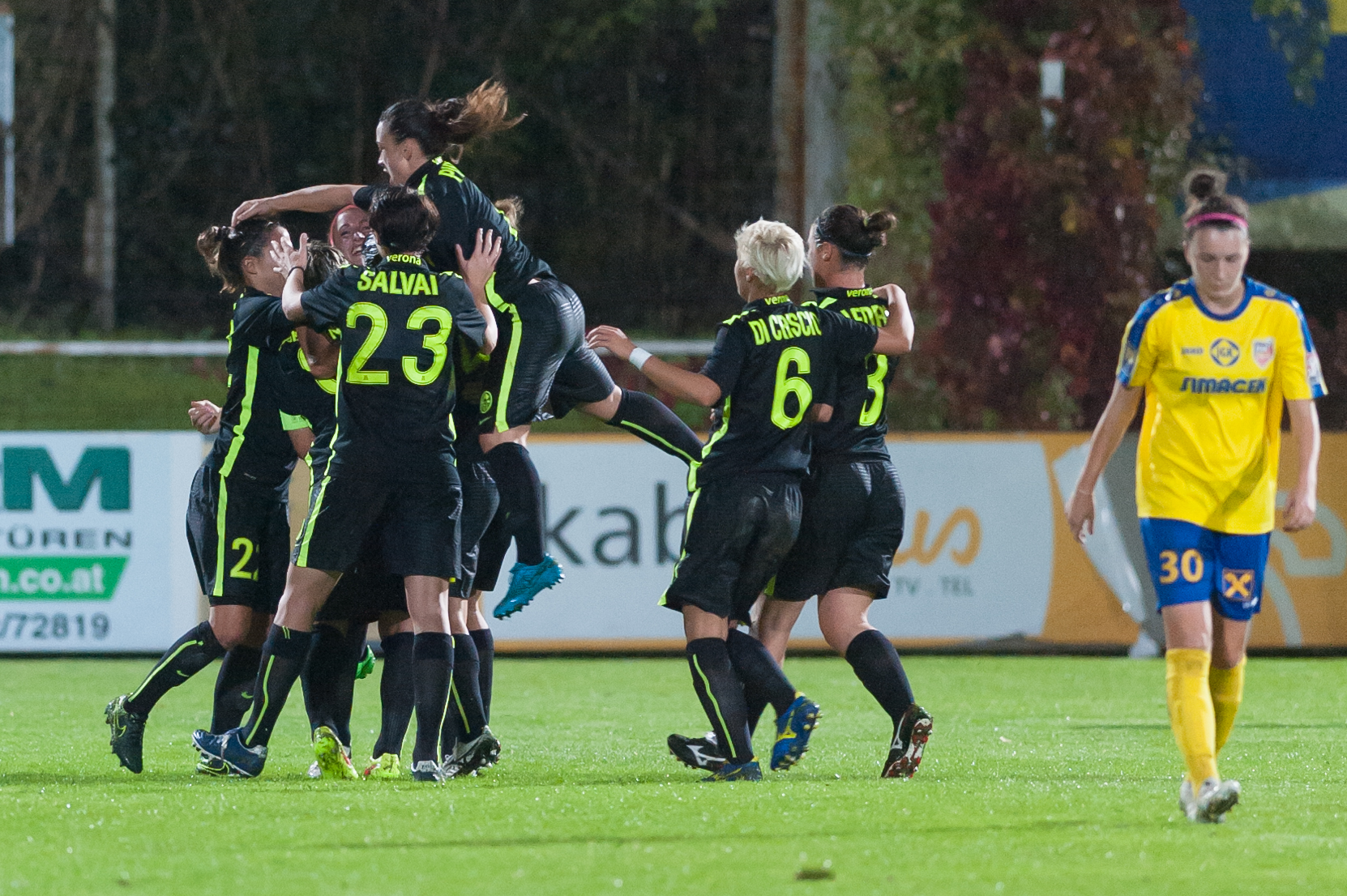
Le giocatrici dell'AGSM Verona in festa dopo una rete nella Women's Champions League 2015-2016

L'esordio nelle competizioni UEFA è avvenuto nella UEFA Women's Cup 2005-2006, con il Bardolino a disputare la prima fase a gironi, terminata a pari punti con il Neulengbach, ma con le austriache avanti per la miglior differenza reti. Nell'edizione 2007-2008 il Bardolino Verona ha superato la prima fase a gironi e ha raggiunto le semifinali, sorprendendo tutti con un risultato che non ha precedenti per il calcio femminile italiano. Dopo aver pareggiato nel girone della seconda fase con le campionesse in carica dell'Arsenal ed aver eliminato nei quarti le forti danesi del Brøndby, le ragazze del Bardolino si sono dovute arrendere allo strapotere delle favoritissime tedesche dell'1. FFC Francoforte; da ricordare la partita di ritorno allo stadio Marcantonio Bentegodi di fronte a 12 500 tifosi. Nell'edizione 2008-2009 il Bardolino Verona non è riuscito a replicare il risultato dell'anno precedente, venendo eliminato nei quarti di finale dall'Olympique Lione. Sia nella prima edizione della Champions League sia nella stagione successiva il cammino del Bardolino Verona è stato interrotto nei sedicesimi di finale per opera delle danesi del Fortuna Hjørring. Nelle edizioni 2012-2013 e 2015-2016, invece, il cammino delle veronesi è stato interrotto negli ottavi di finale dalla stessa squadra, nota come LdB Malmö nel 2012 e come FC Rosengård nel 2015.

## Palmarès

### Competizioni nazionali
- Campionato italiano: 5

2004-2005, 2006-2007, 2007-2008, 2008-2009, 2014-2015
- Coppa Italia: 3

2005-2006, 2006-2007, 2008-2009
- Supercoppa italiana: 4

2001, 2005, 2007, 2008

### Altri piazzamenti
- Campionato italiano:

Secondo posto: 2005-2006, 2009-2010, 2011-2012, 2015-2016
Terzo posto: 2001-2002, 2016-2017
- Coppa Italia:

Finalista: 2000-2001, 2007-2008, 2012-2013, 2015-2016
Semifinalista: 1999-2000, 2009-2010
- Supercoppa italiana:

Finalista: 2006, 2009, 2015, 2016
- UEFA Women's Champions League:

Semifinalista: 2007-2008

## Statistiche

### Risultati nelle competizioni UEFA
Come Bardolino
| Stagione | Competizione | Fase                       | Avversario                 | Risultato | Risultato | Risultato |
| Stagione | Competizione | Fase                       | Avversario                 | andata    | ritorno   | aggregato |
| -------- | ------------ | -------------------------- | -------------------------- | --------- | --------- | --------- |
| 2005-06  | Women's Cup  | fase a gironi, primo turno | ŽNK Maksimir               | 3-0       | 3-0       | 3-0       |
| 2005-06  | Women's Cup  | fase a gironi, primo turno | University College Dublino | 2-0       | 2-0       | 2-0       |
| 2005-06  | Women's Cup  | fase a gironi, primo turno | Neulengbach                | 0-0       | 0-0       | 0-0       |

Come Bardolino Verona
| Stagione | Competizione     | Fase                         | Avversario         | Risultato | Risultato    | Risultato        |
| Stagione | Competizione     | Fase                         | Avversario         | andata    | ritorno      | aggregato        |
| -------- | ---------------- | ---------------------------- | ------------------ | --------- | ------------ | ---------------- |
| 2007-08  | Women's Cup      | fase a gironi, primo turno   | Birkirkara         | 16-0      | 16-0         | 16-0             |
| 2007-08  | Women's Cup      | fase a gironi, primo turno   | ŽNK Krka           | 5-0       | 5-0          | 5-0              |
| 2007-08  | Women's Cup      | fase a gironi, primo turno   | Athletic Club      | 1-0       | 1-0          | 1-0              |
| 2007-08  | Women's Cup      | fase a gironi, secondo turno | Neulengbach        | 3-2       | 3-2          | 3-2              |
| 2007-08  | Women's Cup      | fase a gironi, secondo turno | Alma-KTZh          | 5-1       | 5-1          | 5-1              |
| 2007-08  | Women's Cup      | fase a gironi, secondo turno | Arsenal            | 3-3       | 3-3          | 3-3              |
| 2007-08  | Women's Cup      | quarti di finale             | Brøndby            | 0-1       | 1-0          | 1-1 (4-3 d.t.r.) |
| 2007-08  | Women's Cup      | semifinali                   | 1. FFC Francoforte | 2-4       | 0-3          | 2-7              |
| 2008-09  | Women's Cup      | fase a gironi, secondo turno | Alma-KTZh          | 2-1       | 2-1          | 2-1              |
| 2008-09  | Women's Cup      | fase a gironi, secondo turno | Valur              | 3-2       | 3-2          | 3-2              |
| 2008-09  | Women's Cup      | fase a gironi, secondo turno | Umeå IK            | 0-4       | 0-4          | 0-4              |
| 2008-09  | Women's Cup      | quarti di finale             | Olympique Lione    | 0-5       | 1-4          | 1-9              |
| 2009-10  | Champions League | sedicesimi di finale         | Fortuna Hjørring   | 0-4       | 2-1          | 2-5              |
| 2010-11  | Champions League | fase a gironi                | Swansea City       | 7-0       | 7-0          | 7-0              |
| 2010-11  | Champions League | fase a gironi                | Baia Zugdidi       | 3-0       | 3-0          | 3-0              |
| 2010-11  | Champions League | fase a gironi                | ŽNK Krka           | 4-1       | 4-1          | 4-1              |
| 2010-11  | Champions League | sedicesimi di finale         | Fortuna Hjørring   | 0-8       | 1-6          | 1-14             |
| 2012-13  | Champions League | sedicesimi di finale         | Birmingham City    | 0-2       | 3-0 (d.t.s.) | 3-2              |
| 2012-13  | Champions League | ottavi di finale             | LdB Malmö          | 0-1       | 0-2          | 0-3              |

Come AGSM Verona
| Stagione | Competizione     | Fase                 | Avversario           | Risultato | Risultato | Risultato |
| Stagione | Competizione     | Fase                 | Avversario           | andata    | ritorno   | aggregato |
| -------- | ---------------- | -------------------- | -------------------- | --------- | --------- | --------- |
| 2015-16  | Champions League | sedicesimi di finale | St. Pölten-Spratzern | 5-4       | 2-2       | 7-6       |
| 2015-16  | Champions League | ottavi di finale     | FC Rosengård         | 1-3       | 1-5       | 2-8       |
| 2016-17  | Champions League | sedicesimi di finale | BIIK Kazygurt        | 1-3       | 1-1       | 2-4       |